# Нистрово
Нистрово (мкд. Нистрово) је насељено место у Северној Македонији, у северозападном делу државе. Нистрово припада општини Маврово и Ростуша.

## Географски положај
Насеље Нистрово је смештено у северозападном делу Северне Македоније. Од најближег већег града, Гостивара, насеље је удаљено 45 km западно.
Село Нистрово се налази у горњем делу високопланинске области Река. Насеље је положено високо, на источним висовима планине Кораб. Источно од насеља тло се стрмо спушта у клисуру реке Радике. Надморска висина насеља је приближно 1.200 метара.
Клима у насељу је планинска.

## Историја
До почетка 20. века Нистрово је било цело албанско, али је 1/2 њих било православне вероисповести. Тада је већина православних мештана била верници Српске православне цркве.

## Становништво
По попису становништва из 2002. године Нистрово је имало 121 становника.
Претежно становништво у насељу су Албанци (100%). 
Већинска вероисповест у насељу је ислам. До почетка 20. века 1/2 мештана је била православне вероисповести. 